# Pistón (cóctel)
El pistón es un tradicional cóctel chileno que se obtiene con la combinación de pisco chileno, agua tónica y limón. Su preparación clásica consiste en servir el pisco en un vaso largo con hielo y una rodaja de limón. Luego, se termina la bebida agregando el agua tónica.
Su consumo, que se asocia al verano, comenzó en las fuentes de soda en la años 1950. Tras perder popularidad, retomó su preponderancia a mediados de los años 2010.